# Ermanarik
Ermanarik (gotsko *Aírmanareiks, latinsko Ermanaricus ali  Hermanaricus) je bil kralj Grevtungov, ki je pred invazijo Hunov vladal v velikem delu Ojuma in delu Skitije, takrat naseljene z Goti, * okoli 291, † okoli 376.
Omenjen je v dveh rimskih virih: spisih sodobnika Amijana Marcelina in Jordanesovi Getici iz 6. stoletja.
Sodobni zgodovinarji se ne strinjajo glede velikosti Ermanarikovega ozemlja. Herwig Wolfram domneva, da je vladal kraljestvu, ki se je raztezalo od Baltskega do Črnega morja in na vzhod do Urala. Peter Heather je skeptičen do trditve, da je Ermanarik vladal vsem Gotom, razen Tervingov, in poleg tega opozarja na dejstvo, da bi bil tako ogromen imperij večji od katere koli znane gotske politične skupnosti in bi v virih pustil večje sledi, kot jih je. Viri, na katerih temeljijo domneve, niso dovolj zanesljivi, da bi lahko ugotovili resničen obseg njegovega kraljestva.

## Zgodovinski Ermanarik

### V rimskih virih
Po Amijanu je bil Ermanarik "najbolj bojevit kralj", ki je, soočen z napadi agresivnih Alanov in Hunov, v 370. letih naredil samomor. Amijan pravi, da je "vladal zelo širokim in rodovitnim pokrajinam". Amijan pravi tudi to, da je bil po Ermanarikovi smrti za novega kralja izvoljen nek Vitimir.
Po Jordanesovi Getici je Ermanarik vladal kraljestvu Ojum. Opisuje ga kot "gotskega Aleksandra", ki je "vladal vsem narodom Skitije in Germanije, kot bi bili njegovi". Jordanes navaja tudi to, da je zaradi nezvestobe razčetveril mlado žensko po imenu Sunilda (Svanhildr). Njena brata Sarus in Amius sta nato Ermanarika  hudo ranila in ga onesposobila za obrambo njegovega kraljestva pred vdori Hunov. Različice te legende so močno vplivale na srednjeveško germansko književnost, vključno z angleško in skandinavsko (Jonakrovi sinovi). Jordanes trdi, da je Gotom uspešno vladal do smrti v starosti 110 let.
Gibbon ima Amijanovo in Jordanesov različico za zgodovinski  in trdi, da je Ermanarik v obdobju približno 30 let od leta 337 do 367 podjarmil zahodne Gote, Herule, Baltske Venete in Este in ustanovil kraljestvo, ki je segalo od Baltika do Črnega morja, in umrl v starosti 110 let zaradi rane, ki so jo zadali bratje kruto usmrčene ženske zaradi upora njenega moža. Nasledil ga je brat Vitimir.

### V germanskih virih
Jormunrek (Jörmunrekkr) je nordijska različica imena Ermanarik. Ermanarik se pojavlja v anglosaških in skandinavskih legendah, na primer v pesnitvi Beowulf. Po Tolkienu je v pesnitvi Deor iz 10. stoletja opisan kot močan in nevaren kralj: "Slišali smo za Ermanarikov volčji um;  daleč naokoli je vladal ljudstvu v kraljestvu Gotov; bil je krut kralj". 
Ermanarik se pojavlja tudi v nordijski Thidreksovi sagi, v kateri mu svetovalci slabo svetujejo, naj usmrti svojo ženo zaradi domnevnega prešuštva s sinom, za kar se mu maščujeta njena brata.

## Mitski Ermanarik
Smrt Svanhilde (Svanhildr Sigurðardóttir) in Ermanarika (Jörmunrek) v rokah Jonakrovih sinov igra pomembno vlogo v germanskih legendah. Zgodba se pripoveduje v islandski pesniški Eddi (Hamðismál in Guðrúnarhvöt), prozni Eddi in Sagi Völsungih,  norveški Ragnarsdrápi, danski Gesta Danorum in nemški Pesmi o Nibelungih in  Quedlinburških analih.
V nordijski Thidreks sagi Ermanariku njegov zahrbtni svetovalec Bicke, Bikka, Sifka ali Seveke, ki se želi maščevati za Ermanarikovo posilstvo svoje žene, Ermanariku svetuje, naj ubije svojo ženo zaradi domnevnega prešuštva s svojim sinom. Po ženinem umoru se ERmanariku maščujejo njeni bratje.
V srednjevisokonemških pesmih Dietrichs Flucht, Rabenschlacht in Alpharts Tod o Dietrichu iz Berna je Ermanarik Dietrichov stric, ki svojega nečaka izžene. Zgodnja sodobna spodnjenemška pesnitev Ermenrichs Tod pripoveduje popačeno različico Ermanarikove smrti, ki spominja na prizor iz Jordanesa in skandinavske legende.

## Ime
Ermanarikovo gotsko ime je rekonstruirano kot *Airmanareiks. Ime ima več polatinjenih oblik.
- V Jordanesovi Getici se imenuje Ermanaricus ali Hermanaricus, v nekaterih rokopisih tudi Armanaricus, Hermericus, Hermanericus itd.
- V Amijanovih Res gestae je Ermenrihus. Njegovo ime je omenjeno samo enkrat.

V srednjeveških germanskih pesnitvah ima njegovo ime naslednje oblike:
- V Beowulfu ima staroagleško ime Eormenric, v pesnitvah Deor in  Widsith pa Eormanric.
- V starih nordijskih pesnitvah je Jọrmunrekr ali Ermenrekur, v starošvedski  Didrik Sagi je Ermenrik ali Ermentrik,
- v srednjevisokonemških pa pesnitvah Ermenrîch.

Ker se ime  Heiðrekr zaradi ljudske etimologije lahko zamenja z imenom Ermanarik, je Ermanarik morda istoveten  z Heiðrekrom Ulfhamrom v Hervarar sagi.